# (300139) 2006 VU58
(300139) 2006 VU58 es un asteroide perteneciente al cinturón de asteroides descubierto el 11 de noviembre de 2006 por el equipo del Mount Lemmon Survey desde el Observatorio del Monte Lemmon, Arizona, Estados Unidos.

## Designación y nombre
Designado provisionalmente como 2006 VU58.

## Características orbitales
2006 VU58 está situado a una distancia media del Sol de 3,061 ua, pudiendo alejarse hasta 3,215 ua y acercarse hasta 2,907 ua. Su excentricidad es 0,050 y la inclinación orbital 2,875 grados. Emplea 1956,36 días en completar una órbita alrededor del Sol.

## Características físicas
La magnitud absoluta de 2006 VU58 es 16,1.